# Comuna de Łukta
Łukta (polaco: Gmina Łukta) é uma gminy (comuna) na Polónia, na voivodia de Vármia-Masúria e no condado de Ostródzki. A sede do condado é a cidade de Łukta.
De acordo com os censos de 2004, a comuna tem 4444 habitantes, com uma densidade 24,1 hab/km².

## Área
Estende-se por uma área de 184,71 km², incluindo:
- área agricola: 31%
- área florestal: 54%

## Demografia
Dados de 30 de Junho 2004:
|                      | Total   | Total | Mulheres | Mulheres | Homens  | Homens |
| -------------------- | ------- | ----- | -------- | -------- | ------- | ------ |
|                      | pessoas | %     | pessoas  | %        | pessoas | %      |
| População            | 4444    | 100   | 2202     | 49,5     | 2242    | 50,5   |
| Densidade (pop./km²) | 24,1    | 100   | 11,9     | 11,9     | 12,1    | 12,1   |

De acordo com dados de 2002, o rendimento médio per capita ascendia a 1654,39 zł.

## Comunas vizinhas
- Gietrzwałd, Jonkowo, Miłomłyn, Morąg, Ostróda, Świątki